# Residenza sanitaria assistenziale
Le residenze sanitarie assistenziali, sigla RSA, introdotte in Italia a metà degli anni novanta, sono strutture non ospedaliere ma comunque a impronta sanitaria, che ospitano per un periodo variabile da poche settimane al tempo indeterminato persone non autosufficienti, che non possono essere assistite in casa e che necessitano di specifiche cure mediche di più specialisti e di un'articolata assistenza sanitaria. Si differenziano dalle strutture riabilitative per la minore intensità delle cure sanitarie e per i tempi più prolungati di permanenza degli assistiti, che in relazione al loro stato psico-fisico possono in alcuni casi trovare nella stessa anche "ospitalità permanente".
Secondo il GNPL National Register, la banca dati realizzata dal Garante nazionale per la geolocalizzazione delle strutture sociosanitarie assistenziali sul territorio italiano, al 2020 le RSA in Italia sono 4.629 (contro le 2.475 nel 2007) ed includono sia quelle pubbliche che quelle convenzionate con il pubblico e le private, di cui 2.651 al Nord, 668 al Centro e 493 al Sud, 817 nelle Isole.

## Caratteristiche
Nel Progetto Obiettivo Anziani nazionale (POA), approvato dal Parlamento nel gennaio del 1992, che rivoluzionò la cura e l'assistenza degli anziani con problemi di disabilità, venne delineata la rete dell'Assistenza Geriatrica e si indicava tra le articolazioni fondamentali di tale rete la RSA quale «struttura extra-ospedaliera per anziani disabili, prevalentemente non autosufficienti, non assistibili a domicilio, abbisognevoli di trattamenti continui e persistenti, finalizzata a fornire [loro] accoglienza ed erogazione di prestazioni sanitarie, assistenziali, di recupero funzionale e sociale». La denominazione contiene una precisa valenza «sanitaria extra-ospedaliera»; l'aggettivo «assistenziale» tende a sottolineare che le prestazioni sanitarie devono integrarsi con prestazioni e figure professionali di tipo sociale.
Più recentemente il sottogruppo Mattone 12 del progetto Mattoni SSN (Ministero della Salute, 2007) ha chiarito che la prestazione si caratterizza di norma come «prestazione di assistenza a lungo termine, a persone non autosufficienti in condizioni di cronicità e/o relativa stabilizzazione delle condizioni cliniche, distinguendosi quindi dalle prestazioni di “terapia post-acuzie” (riabilitazione e lungodegenza post-acuzie) svolte di norma in regime ospedaliero o in strutture extra-ospedaliere specializzate per la riabilitazione». Oltre a distinguersi dagli ospedali, perciò, sono differenti anche dalle case di cura, rivolti ai pazienti sofferenti di una patologia acuta, e dalle case di riposo, destinate agli anziani almeno parzialmente autosufficienti.
L'utenza delle RSA è quindi caratterizzata da una significativa complessità clinica, legata all'elevata comorbilità, alla severità delle patologie attive, all'importante prevalenza di sindromi geriatriche (cadute, delirium, lesioni da decubito), all'instabilità delle condizioni cliniche, ma anche al sempre più frequente ricovero in tali strutture di pazienti ad alta complessità (pazienti in stato vegetativo o affetti da SLA; in fase terminale, in dialisi, in ventilazione meccanica, in alimentazione enterale, eccetera). Alla comorbilità somatica infine si associano sempre di più le patologie di tipo "psichiatrico-comportamentale", dalla depressione alle psicosi alla demenza, quest'ultima ormai diventata la patologia più frequente e la causa principale del ricovero in RSA.
I percorsi che portano all'assistenza sanitaria residenziale possono prevedere la provenienza dell’utente dall’ospedale per acuti, da una struttura di post-acuzie o dal domicilio. Il sistema prevede diversi livelli di intensità di cura; il diritto di accesso alle stesse dovrà essere subordinato alla verifica della effettiva appropriatezza dell'indicazione, sulla base di criteri oggettivi di una valutazione multidimensionale dei bisogni dell’utente.
La RSA non è a priori una soluzione finale e a "tempo indeterminato" del percorso assistenziale di un individuo. Le prestazioni residenziali hanno una durata strettamente connessa al perdurare delle condizioni di bisogno e di appropriatezza dell’erogazione. Sono contemplate e garantite soluzioni di ricovero temporaneo, anche per sollievo del nucleo familiare.
Tipicamente, in una RSA vengono garantite:
- assistenza medica, assicurata da un Direttore Sanitario, preferibilmente geriatra, cui compete l'accoglienza dell'ospite, la verifica dell’espletamento dei compiti di rilevanza sanitaria e assistenziale da parte dei vari addetti, e da un medico di medicina generale, di norma non stabilmente presente in struttura, che si occupa della gestione clinica vera e propria degli individui;
- assistenza infermieristica continua;
- aiuto per lo svolgimento delle attività quotidiane, da parte di operatori socio-sanitari;
- assistenza riabilitativa (intesa non tanto come ripristino della funzione quanto come promozione della capacità della persona di partecipare e di interagire con l'ambiente), promossa da fisioterapisti e/o terapisti occupazionali, psicologi, educatori professionali;
- attività di animazione e socializzazione;
- prestazioni alberghiere, di ristorante, di lavanderia, di pulizia.

I membri dell'équipe sanitaria sono tenuti, per ciascun ospite, a predisporre all'ingresso il piano assistenziale individualizzato (PAI), il documento di sintesi che raccoglie e descrive la valutazione multidisciplinare della persona, nonché a verificarlo e aggiornarlo periodicamente. La valutazione periodica dell’ospite costituisce il parametro per stabilire la dimissione o la proroga del trattamento ed eventualmente per mantenere o cambiare il livello di intensità dell'assistenza.

## Disciplina normativa
La RSA trova riferimento normativo nella legge 67/88 e nel DPCM 22.12.89.
Con le Linee guida del Ministero della Sanità n. 1 del gennaio 1994, “Indirizzi sugli aspetti organizzativi e gestionali delle Residenze Sanitarie Assistenziali”, vengono fornite indicazioni sulle caratteristiche strutturali delle RSA (vengono ripresi e confermati i requisiti dettati dal DPCM 22.12.89) e sugli aspetti gestionali e criteri per la determinazione dei costi (suddivisi in costi totalmente sanitari, costi totalmente non sanitari e costi misti). È inoltre introdotta la differenziazione tra RSA e le R.A. (Residenze Assistenziali), che si pongono al di fuori delle strutture del Servizio Sanitario Nazionale.
Le RSA possono essere pubbliche (del Comune o della ASL), private convenzionate col SSN o completamente private. In una stessa struttura possono esserci sia posti letto in convenzione sia privati.
Per gli ospiti che accedono privatamente, è sufficiente rivolgersi alla struttura scelta e fare domanda di ingresso, gli incaricati della struttura daranno tutte le informazioni in merito alla documentazione necessaria per il ricovero e la direzione sanitaria valuterà lo stato di salute dell'ospite; i tempi di attesa in questo caso variano semplicemente in base alla disponibilità dei posti letto della struttura.
Per verificare l'idoneità all'accesso in RSA in regime di convenzione col SSN, ed eventualmente avviare la procedura di ingresso in una struttura, è necessario rivolgersi alla ASL territorialmente competente o al servizio sociale del Comune di residenza (con la guida del medico di medicina generale di riferimento o del medico ospedaliero in caso di ricovero), che avvierà una valutazione multidimensionale (VMD) dei bisogni socio-sanitari da parte di una UVG (Unità di Valutazione Geriatrica) multidisciplinare, una commissione composta da medici, infermieri, assistenti sociali ed eventuali altre figure professionali. La VMD consiste nell’utilizzo di varie scale di valutazione validate, per analizzare gli aspetti fisici, psichici e funzionali ma anche quelli economici, sociali e relazionali della persona. Di norma la VDM viene effettuata ambulatorialmente, salvo esigenze particolari. All'eventuale riconoscimento della condizione di non autosufficienza, la UVG fornisce indicazioni delle progettualità e degli interventi da attivarsi. Se la commissione, oltre a una condizione di non autosufficienza, dovesse ritenere la persona non idonea all'assistenza a domicilio o comunque più adatta all'assistenza continua in una RSA, autorizzerà l’ingresso convenzionato o l’accesso alla lista d’attesa. L'utente ha diritto di scegliere il luogo di cura nell'ambito delle diverse opzioni offerte dalle strutture accreditate con il SSN coerentemente con la disponibilità dei posti in quel momento.
Le spese, stabilite dagli enti che gestiscono le residenze sanitarie assistenziali in accordi con il comune, possono essere in parte a carico del Servizio sanitario nazionale, in parte a carico del comune e in parte a carico dell'utente.
La quinta sezione del Consiglio di Stato, con la sentenza nº 1607 del 15 febbraio 2011, depositata il 17 marzo 2011, ha riaffermato il principio secondo il quale per le persone con grave disabilità, ai sensi dell'art. 3 comma 3 L. nº 104/92, e per gli anziani ultrasessantacinquenni non autosufficienti accertati dalle ASL per la fruizione di servizi domiciliari, diurni o residenziali in percorsi sociosanitari, la contribuzione ai costi deve avvenire sulla base del solo ISEE personale e non familiare.
Il D.P.C.M. del 14 febbraio 2001, art. 3, prevede che se la prestazione socio-assistenziale è inscindibilmente connessa con quella sanitaria, la retta della R.S.A. deve essere sospesa e il servizio fornito a titolo gratuito, comprensivo di vitto e alloggio (ad esempio per un malato di Alzheimer in base allo stato di avanzamento della malattia e alla sua prevedibile evoluzione). La limitata autonomia del soggetto e la necessità di accudimento in una RSA non costituiscono da soli titolo per ottenere la gratuità del servizio: occorre un trattamento sanitari personalizzato che richieda una prestazione socio-assistenziale per la sua erogazione. A nulla rileva la prevalenza delle prestazioni socio-assistenziali su quelle sanitarie. In altre parole, è necessario che la prestazione socio-assistenziale sia strumentale a quella sanitaria.
Esistono, tuttavia, pronunciamenti di senso opposto che rilevano che secondo la legge sono a carico del Servizio Sanitario Nazionale non solo le prestazioni sanitarie integrate, ma anche quelle di rilevanza sociale.

### Residenza sanitaria assistenziale per disabili (R.S.D.)
La Residenza Sanitaria Assistenziale per Disabili (R.S.D.) è pensata per le persone adulte con disabilità psico-fisica grave, che hanno bisogno di assistenza continua.

## Controversie
Durante la pandemia di COVID-19 in Italia, sono finite al centro di inchieste giudiziarie molte delle RSA per non aver rispettato i protocolli di sicurezza e aver causato l'esplosione di grossi focolai di contagio, nonché la conseguente morte di un numero di anziani pari a circa 6.000-7.000 in un arco temporale di due mesi, e in alcuni casi portando al sequestro di alcune delle suddette. Al contempo hanno probabilmente contribuito all'esplosione dei focolai le decisioni di diversi enti regionali di inviare pazienti affetti da COVID-19, o comunque con sintomatologia attribuibile al COVID-19, nelle RSA per terminare la quarantena o nella parte finale della convalescenza e liberare in tal modo posti letto nelle strutture ospedaliere.
L'Istituto Superiore di Sanità (ISS) ha avviato, a partire dal 24 marzo 2020, in collaborazione con il Garante nazionale dei diritti delle persone detenute o private della libertà personale, una “Survey nazionale sul contagio COVID-19 nelle strutture residenziali e sociosanitarie” al fine di monitorare la situazione e adottare eventuali strategie di rafforzamento dei programmi e dei principi fondamentali di prevenzione e controllo delle infezioni correlate all’assistenza. L'indagine si è conclusa il 17 giugno 2020, con pubblicazione di un report finale. Ha risposto al sondaggio il 41,3% delle strutture contattate, perlopiù dal nord Italia. Nel totale dei 9154 soggetti deceduti, 680 erano risultati positivi al tampone e 3092 avevano presentato sintomi simil-influenzali. In sintesi, il 7,4% del totale dei decessi ha interessato residenti con riscontro di infezione da SARS-CoV-2 e il 33,8% ha interessato residenti con manifestazioni simil-influenzali a cui però non è stato effettuato il tampone. Il picco dei decessi è stato riscontrato nel periodo 16-31 marzo.
Delle 1259 strutture che hanno risposto alla domanda, 972 (77,2%) hanno riportato al momento del completamento del questionario la mancanza di Dispositivi di Protezione Individuale, mentre 263 (20,9%) hanno riportato una scarsità di informazioni ricevute circa le procedure da svolgere per contenere l'infezione. Inoltre, 123 (9,8%) strutture segnalano una mancanza di farmaci, 425 (33,8%) l’assenza di personale sanitario e 157 (12,5%) difficoltà nel trasferire i residenti affetti da COVID-19 in strutture ospedaliere. Infine, 330 strutture (26,2%) dichiarano di avere difficoltà nell’isolamento dei residenti affetti da COVID-19 e 282 hanno indicato l’impossibilità nel far eseguire i tamponi.

### Patologie neurodenerative
La giurisprudenza (Corte di Cassazione (Ord. 26943/2024); Consiglio di Stato (3074/2025); Corte d’Appello di Milano (sentenza n. 1644/2025) ha stabilito che i corsi di ricovero per la malattia di Alzheimer oppure le patologie neurodegenerative sono interamente a carico del Servizio Sanitario Nazionale.
Ciò è previsto dal DPCM del 14 febbraio 2001, con l'aggiornamento dei Livelli Essenziali di Assistenza al 2017.
La Regione Veneto ha proposto alla Conferenza Stato-Regioni di modificare tale norma, introducendo per l'Alzheimer e le malattie croniche la compartecipazione al 50% tra paziente/Comune e le regioni.